# Sărdănești (okręg Gorj)
Sărdănești – wieś w Rumunii, w okręgu Gorj, w gminie Plopșoru. W 2011 roku liczyła 745 mieszkańców.